# Cisaillement (météorologie)
Pour les articles homonymes, voir Cisaillement.

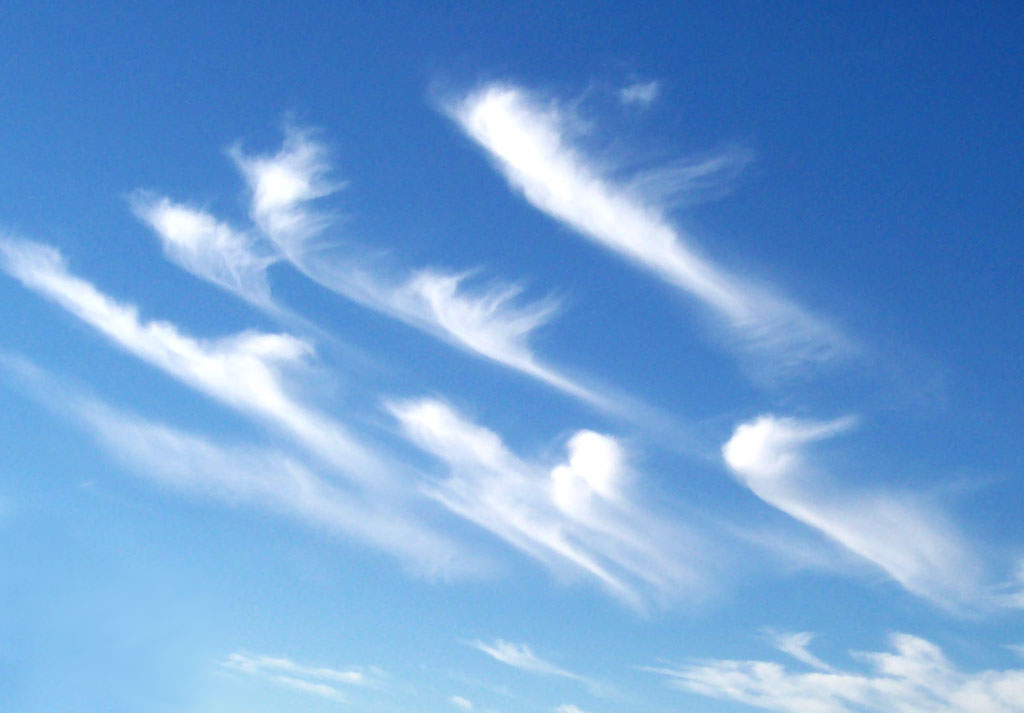
Nuages de type cirrus avec des signes de vents cisaillants en haute altitude

Le cisaillement du vent est une différence de la vitesse ou de la direction du vent entre deux points suffisamment proches dans l'atmosphère. Selon que les deux points de référence sont à des altitudes différentes ou à des coordonnées géographiques différentes, le cisaillement est dit vertical ou horizontal. Il provoque une instabilité de Kelvin-Helmholtz qui se traduit par de fortes turbulences au niveau de la couche de friction.
Il s'agit d'un phénomène différentiel dont la cause peut aussi bien être de micro-échelle, comme une éolienne, que d'échelle synoptique comme une zone frontale. Il est aussi impliqué dans le développement des orages multicellulaires et supercellulaires, dans la cyclogénèse tropicale. Il est communément observé près des rafales descendantes d'orages, des courants-jets, des montagnes, des zones d'inversion de température des bâtiments, des éoliennes, des navires à voile, etc. C'est un des dangers majeurs pour les avions au décollage et à l'atterrissage sur certains aéroports.

## Définition
À grande échelle le mouvement de l'air au sein de l'atmosphère se répartit suivant des couches superposées où la vitesse du vent horizontal est beaucoup plus grande que celle du vent vertical. Cependant, dans des régions données et durant un certain temps, des changements notables et persistants de la direction et de la vitesse de déplacement de l'air sont observés. De telles variations locales du vent sont appelées des cisaillements. On parle de cisaillement vertical lorsque la vitesse ou la direction du vent changent en se déplaçant verticalement dans une couche atmosphérique, et de cisaillement horizontal lorsque ces variations se produisent le long d'une trajectoire voisine de l'horizontale.
Le vidéo ci-contre montre un cisaillement des vents dans la verticale. Les nuages se déplaçant avec les vents, ils sont un bon traceur de la force et la direction à différents niveaux. Quand on modélise la météo ou le déplacement d'un panache de pollution, ou qu'on se déplace en ballon dirigeable, une bonne prise en compte des effets de cisaillement est essentielle.
Les pilotes d'avion considèrent généralement qu'un cisaillement du vent important correspond à une variation horizontale de la vitesse de 30 nœuds (15 m/s) pour les avions légers et de près de 45 nœuds (23 m/s) pour les avions de ligne à l'altitude de vol.

### Occurrences
On retrouve des cisaillements verticaux et horizontaux partout où des différences de masses d'air ou des changements dus au relief terrestre se produisent. Ceux-ci comprennent :
- à la rencontre de fronts météorologiques, lorsque la différence de température entre les deux masses d'air en collision est de plus de 5 °C, ou lorsque le front se déplace à plus de 7,5 m/s, des vents cisaillants sont susceptibles d'être observés. Étant donné la nature tridimensionnelle des fronts, ce genre de cisaillement peut être noté à toutes altitudes entre la surface et la tropopause ;
- près des obstacles orographiques alors que le vent souffle de la montagne, du cisaillement peut être observé au-dessus du versant sous le vent. De façon inverse, le vent remontant la pente produira un cisaillement vertical au vent ;
- au sommet d'une couche d'inversion, particulièrement lors de nuits calmes et claires, une couche d'inversion peut se former au niveau du sol par radiation. Étant donné que la friction n'affecte plus le vent au-dessus de la couche, ce dernier peut changer de direction (parfois plus de 90°) et de vitesse (jusqu'à 20 m/s). Rarement, il peut même se former un courant-jet de bas niveau pouvant causer de sévères difficultés à la navigation aérienne ;
- dans les régions côtières ou les vallées en régime de brise, il y a cisaillement horizontal à la limite de la zone de brise ;
- à la rencontre d'une rafale descendante et de l'air environnant, dans les mésocyclones contenus dans certains orages, etc.

## Cisaillement vertical

### Équilibre du vent thermique
Le vent thermique est la forme la plus connue de cisaillement de vent. Il s'agit de la variation avec l'altitude du vent géostrophique sous l'effet de la baroclinie, c'est-à-dire d'un gradient horizontal de température.

### Effet sur les cyclones tropicaux
Les cyclones tropicaux sont des moteurs thermiques dont la source chaude est la surface océanique tropicale et la source froide une tropopause tropicale très froide. Les cyclones tropicaux nécessitent des cisaillements de vent verticaux faibles de façon que le cœur chaud puisse rester au-dessus du centre de la circulation en surface et permette un renforcement du cyclone. Un cisaillement de vent casse ce mécanisme, et les cyclones présentant un fort cisaillement de vent faiblissent rapidement, le centre de circulation en altitude se trouvant écarté du centre de circulation au sol.

### Effet sur les orages
Les orages sévères, qui peuvent produire des tornades et des averses de grêle, bénéficient d'un cisaillement de vent vertical qui allonge leur durée de vie en séparant la région de convection de la zone de précipitations qui se trouve alors dans la région subsidante. Un jet de basse couche peut aggraver un orage en augmentant le cisaillement de vent vertical à basse altitude. Un orage sans cisaillement de vent faiblit dès que l'air subsidant atteint le sol et se répand dans toutes les directions, coupant ainsi l'alimentation chaude de la convection. Au contraire, avec un cisaillement vertical suffisant, nous ne sommes plus en présence de cellules orageuses simples mais de multicellules ou de supercellules.

## Cisaillement horizontal
Le cisaillement horizontal consiste en une variation de la vitesse et/ou de la direction du vent perpendiculairement au sens de l'écoulement. Il donne naissance à des tourbillons dont le sens de rotation dépend du sens de variation de la vitesse par rapport à celui du courant. Ceci donne :
- à grande échelle de la convergence dans les creux barométriques (ou thalweg), permettant la cyclogénèse de nuages, et de la divergence dans les crêtes (ou dorsales) où les nuages de dissipent ;
- à méso-chelle, la formation de tourbillons de poussière et de l'initiateur de tornades et trombes marines.

Le cisaillement horizontal peut aussi avoir un effet linéaire comme à la sortie d'une vallée par vent de couloir, le long du front de brise ou le long d'un front de rafales. Le changement donne un vent de travers localisé parfois dangereux.

## Dangers
Les vents cisaillants sont connus pour perturber les aéronefs, plus particulièrement lors du décollage et de l'atterrissage en perturbant la vitesse du vent relatif ou en produisant des turbulences.

### Vents cisaillants et sécurité aérienne

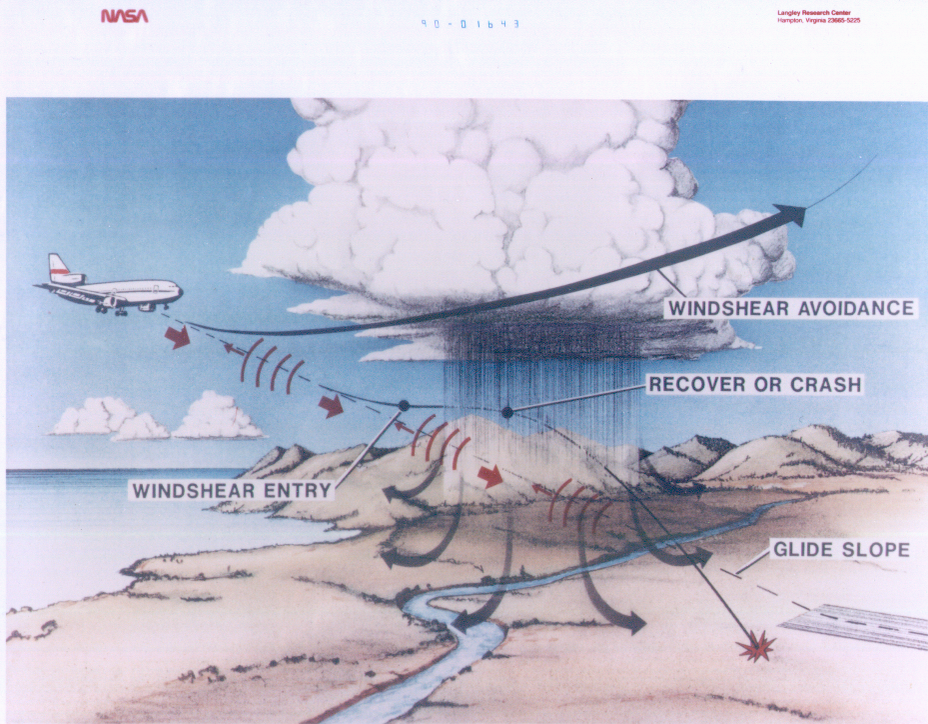
Effets de vents cisaillants lors d'une approche d'aéroport

Les vents cisaillants sont très dangereux pour l'aviation lorsque l'aéronef est proche du sol à faible vitesse, c'est-à-dire à l’atterrissage ou au décollage. Cela peut entraîner une perte soudaine de portance, autrement dit provoquer un décrochage de l'avion et le faire s'écraser au sol, si le pilote n'a pas eu le temps de réagir ou si ses manœuvres ont été vaines. Ces cisaillements peuvent être reliés à des effets de relief, de fortes brises, des vents de couloir, le passage de cumulonimbus violents, etc.
Ainsi, l'Aéroport international de Hong Kong sur l'île de Lantau cumulant plusieurs des causes de cisaillement (zone de montagne, zone côtière, zone tropicale) a été conduit à s'équiper d'un dispositif très lourd et complet de suivi des vents pour protéger le trafic aérien comprenant pas moins de deux lidars, deux profileurs, un radar météorologique et une centaine de bouées qui mesurent le vent en mer.
Entre 1964 et 1985, le cisaillement du vent a été directement ou indirectement relié à 26 catastrophes aériennes civiles majeures aux États-Unis, causant 620 morts et 200 blessés. De ces accidents, 15 se sont produits pendant le décollage, 3 pendant le vol et 8 lors de l'atterrissage. Depuis 1995, le nombre d'incidents reliés au cisaillement du vent ont pu être réduits à un peu moins d'un par décennie, grâce aux dispositifs intégrés aux aéronefs et aux radars Doppler plus précis.
Exemples d'accidents auxquels des cisaillements ont contribué :
- Vol Delta Air Lines 191 (1985) ;
- Vol Avianca 052 (1990) ;
- Vol One-Two-Go Airlines 269 en Thaïlande (2007) ;
- Vol FedEx Express 80 de FedEx Express le 23 mars 2009, à Tokyo [vidéo] ;
- Vol Flydubai 981 le 19 mars 2016 à Rostov-sur-le-Don.

## Effets du réchauffement climatique sur le cisaillement synoptique
Le gradient de température de l'air entre l'équateur terrestre et les pôles influe sur certaines caractéristiques des courants de jets au niveau de la troposphère. Or le Changement climatique modifie ce gradient (et d'autres caractéristiques de l'atmosphère, notamment au-dessus de l'Atlantique nord). Le dérèglement climatique anthropique semble à cette altitude ne pas avoir eu durant l'histoire des mesures satellitaires (fin des années 1970 et 2015), d'effets sur la vitesse du vent par zone dans le courant-jet polaire de l’Atlantique Nord à 250 hPa, mais il a en revanche significativement modifié l'effet de cisaillement vertical (évolution de la vitesse du vent en fonction de l’altitude), qui a augmenté de 15 % durant cette période (avec une amplitude de 17 %),,,.
Cela se traduit notamment par des effets plus importants que prévu du changement climatique sur le courant-jet de l'Atlantique Nord (dont une tendance à augmenter la turbulence de l'air par beau temps pour les avions et autres aéronefs dans le corridor des vols transatlantiques,,). Ce type d'effets du changement climatique et de la variabilité sur le courant-jet en altitude avaient en partie été cachés par une tendance à focaliser les mesures sur la vitesse du vent plutôt que sur le cisaillement.